# Cheshmeh Derāzeh
Cheshmeh Derāzeh (persiska: چشمه درازه) är en ort i Iran.   Den ligger i provinsen Kermanshah, i den nordvästra delen av landet, 400 km väster om huvudstaden Teheran. Cheshmeh Derāzeh ligger 1 434 meter över havet och antalet invånare är 124.
Terrängen runt Cheshmeh Derāzeh är huvudsakligen kuperad, men åt nordost är den platt. Cheshmeh Derāzeh ligger nere i en dal. Runt Cheshmeh Derāzeh är det ganska tätbefolkat, med 124 invånare per kvadratkilometer. Närmaste större samhälle är Kangāvar, 17,2 km nordost om Cheshmeh Derāzeh. Trakten runt Cheshmeh Derāzeh består i huvudsak av gräsmarker.